# 哈里森鎮區 (堪薩斯州尼馬哈縣)
哈里森鎮區（英語：Harrison Township）為美國堪薩斯州尼馬哈縣轄下的鎮區。2010年美国人口普查中此鎮區人口有307人。

## 地理
哈里森鎮區涵蓋總面積為93.3平方（36.02平方英里），其中陸地面積為93.1平方（35.94平方英里），水域面積為0.21平方（0.08平方英里）或0.22%。海拔高度409（1,342英尺）。

## 人口統計
根據2010年美國人口普查，哈里森鎮區人口有307人，其中男性有181人，女性有126人，人口密度為每平方公里3.29人，住房計142戶。鎮區內的白人有293人，非裔美國人有0人，美洲原住民有1人，亞裔美國人有2人，太平洋島裔美國人有0人，其他種族有0人，混血種族則有11人。此外鎮區內有1人為西班牙裔或拉丁裔美國人。此鎮區之年齡中位數為40.3歲，而男性年齡中位數為33.9歲，女性年齡中位數為43.3歲。

## 交通

### 主要公路
- 9號堪薩斯州州道